# Neocurtilla maranona
Neocurtilla maranona är en insektsart som först beskrevs av Scudder, S.H. 1875.  Neocurtilla maranona ingår i släktet Neocurtilla och familjen mullvadssyrsor. Inga underarter finns listade i Catalogue of Life.